# Daniel Beretta
Pour les articles homonymes, voir Beretta (homonymie).
Daniel Beretta, né le 24 décembre 1946 à Audincourt (Doubs), et mort le 23 mars 2024 à Ajaccio (Corse-du-Sud), est un acteur, auteur-compositeur-interprète et directeur artistique français.
Auteur-compositeur-interprète, il a sorti plusieurs disques au fil de sa carrière. Il a aussi joué dans l'opéra-rock Jesus Christ Superstar et a formé un duo avec Richard de Bordeaux.
Également célèbre pour son travail dans le milieu du doublage, il est notamment la voix française régulière d'Arnold Schwarzenegger de 1988 à 2021. Il a également doublé à de nombreuses reprises Ernie Hudson et Rutger Hauer. Au sein de l'animation, il est notamment la voix de Lumière dans La Belle et la Bête (1991), du maire dans L'Étrange Noël de monsieur Jack (1993), ainsi que celle de Batou dans Ghost in the Shell (1995). Il est également la voix du personnage Sam Fisher dans la série de jeux vidéo Tom Clancy's Splinter Cell.

## Biographie

### Jeunesse et formation
Daniel Jean Georges Beretta est né le 24 décembre 1946 à Audincourt dans le Doubs. Il apprend le solfège puis le piano dès l'âge de 3 ans. À 13 ans, il monte son premier orchestre de bal. Il prend des cours de théâtre scolaire à Montbéliard. Henri Tisot le remarque lors d'un spectacle, le fait « monter » à Paris et le présente à Mireille. Il suivra trois ans de cours assidus au Petit Conservatoire de la Chanson de 1964 à 1966, où il côtoie notamment Claude Lemesle, Noëlle Cordier, Pascal Sevran, Ricet Barrier, etc..
Il y rencontre surtout Richard Rigamonti dit Richard de Bordeaux, avec lequel il constitue un duo qui connaît immédiatement le succès (cabarets, disques, concerts, télévision). Ils remportent également le concours Les Relais de la chanson française en novembre 1967 qui leur permet de passer un mois plus tard en première partie de Mireille Mathieu à l'Olympia, salle qu'ils retouvent en 1979 pour la première partie d'Alain Souchon.

### Comédien-chanteur
En 1967, il joue dans sa première pièce, Copains clopants pendant plus d'un an, en remplacement de Michel Delpech. Catherine Allégret qui partage la scène avec lui le présente à Marcel Camus qui l'engage pour tenir le premier rôle de son film Un été sauvage en 1970.
Il tourne dans deux co-produtions italiennes, Dans la poussière du soleil, un western spaghetti de Richard Balducci, et La Poursuite implacable, poliziottesco de Sergio Sollima. Mais c'est dans le théâtre musical qu'il se fait surtout remarquer en interprétant le rôle de Jésus dans l'adaptation française de Jesus Christ Superstar de Tim Rice et Andrew Lloyd Webber en 1972, puis en créant celui de Guy dans l'adaptation scénique des Parapluies de Cherbourg de Jacques Demy et Michel Legrand en 1979.
Daniel Beretta enregistre une vingtaine de disques dont des duos avec Richard de Bordeaux, Isabelle Aubret (Olivier, Olivia), Lynn Esterly (Cauv' Boys, Cache-cache) et Noëlle Cordier (Qu'est-ce-que ça peut faire ?, Ma maison devant la mer). Après l'avoir entendu dans Jesus Christ Superstar, Paul McCartney écrit pour lui My Love et Ennio Morricone Un ami en 1973. 
Il écrit également des chansons avec et pour Nino Ferrer (notamment La Rua Madureira).
Il est l'auteur du one-man-show Cavalier seul au théâtre de la Roquette et en tournée internationale (France, Israël, Chypre, Portugal, Pays-Bas)[réf. nécessaire]. 

### Comédien de doublage
Si le cinéma et la télévision ne lui offrent que de rares rôles (dont quelques films érotiques comme Les Folies d'Élodie ou Aphrodite ou plusieurs épisodes des Cinq Dernières Minutes dans les années 1980), Daniel Beretta va devenir en peu de temps une figure importante du doublage.
Il y fait ses débuts grâce à sa prestation dans Jesus Christ Superstar : il est en effet choisi pour prêter sa voix à Ted Neeley (Jésus) dans la version française de l'adaptation cinématographique de Norman Jewison en 1973, ses partenaires doublant eux aussi les rôles tenus sur scène.:
Il prête par la suite sa voix à Rutger Hauer, Liam Neeson, Ernie Hudson, Dolph Lundgren, Mandy Patinkin et surtout Arnold Schwarzenegger, qu'il double dans tous ses films à partir de 1988, y compris pour ses apparitions en invité-vedette, à l'exception de Jumeaux où Patrick Floersheim est sa voix française et Président d'un jour (1993) .
Il met également à profit ses talents de chanteur : il est notamment la voix française de Lumière dans La Belle et la Bête (1991), celle du maire dans L'Etrange Noël de monsieur Jack et participe aux chœurs de nombreux films sous la direction de Claude Lombard et Georges Costa.
Daniel Beretta prête sa voix aux bandes-annonces des programmes de la chaîne française Sci-Fi et au commentaire de documentaires animaliers. À la radio, il est, entre 1995 et 1998, la voix antenne de Nostalgie puis, entre 2000 et 2008, celle de RFM.
Dans le domaine des jeux vidéos, il est la voix de Sam Fisher, personnage principal du jeu Splinter Cell, de Batou dans l'univers de Ghost in the Shell (deux films, deux séries et une OAV) et de Duke Nukem dans Duke Nukem Forever, qui parodie Arnold Schwarzenegger.
Au début des années 2020, il cesse ses activités et se retire en Corse. Il est notamment remplacé par Thierry Hancisse sur Arnold Schwarzenegger.

### Vie privée

#### Famille
Daniel Beretta épouse en 1968 Raymonde Bronstein (1941-2020), danseuse et membre des Parisiennes qui tentera une carrière solo sous le nom de Raymonde Beretta, après son départ du groupe en 1971. Le couple a une fille, Fanny, avant de divorcer.
Il épouse en secondes noces Paule Zambernardi avec laquelle il a deux enfants dont Barbara, comédienne, chanteuse et directrice artistique de doublage.

#### Mort
Daniel Beretta meurt dans la nuit du 22 au 23 mars 2024 à Ajaccio, à l'âge de 77 ans,,, d'une crise cardiaque. Ses obsèques ont lieu dans la même ville le 26 mars, où il est incinéré.

## Théâtre
- 1967 : Copains clopants de Christian Kursner, théâtre du Coucou et tournée : Tony
- 1972 : Jesus Christ Superstar de Tim Rice et Andrew Lloyd Webber, adaptation française Pierre Delanoë, mise en scène Victor Spinetti, Théâtre national populaire-théâtre de Chaillot, Olympia et tournée : Jésus
- 1979 : Les Parapluies de Cherbourg de Jacques Demy et Michel Legrand, mise en scène Raymond Gérôme, théâtre Montparnasse : Guy Foucher
- 1985 : Marilyn et Staline vont en avion, comédie musicale de Thierry van Eyll et François Rauber d'après Hergé, mise en scène Albert-André Lheureux, théâtre de l'Esprit frappeur (Bruxelles)
- 1989 : Barbe-Bleue de Jean-Pierre Moreux et Patricia Giros, mise en scène Patricia Giros, théâtre des Jeunes Spectateurs (Montreuil)
- Loin de la mer, loin de l'été, Bruxelles, Paris et tournée[réf. nécessaire]
- Axel de Villiers de L'Isle-Adam, compagnie d'Ambly[réf. nécessaire]
- Fugue en mineur, théâtre Gérard-Philipe et tournée[réf. nécessaire]
- Mondial Circus de Jules Verne[réf. nécessaire]

Source : Les Archives du spectacle

## Filmographie

### Cinéma
- 1970 : Un été sauvage de Marcel Camus : Serge, le hippie
- 1972 : Dans la poussière du soleil de Richard Balducci : Hawk Bradford
- 1973 : La Poursuite implacable (Revolver) de Sergio Sollima : Al Niko
- 1981 : Les Folies d'Élodie d'André Génovès : Paul
- 1982 : Aphrodite de Robert Fuest : Mark
- 1988 : Les Prédateurs de la nuit de Jess Franco : l'homme du Bois de Boulogne
- 1988 : Ne réveillez pas un flic qui dort de José Pinheiro : l'officier de gendarmerie
- 1993 : Le Bledia, court-métrage d'Olivier Legan
- 1998 : Cobani, court-métrage de Roberto Bianchi et Claudio Perrin
- 2011 : Une épine d'amour de Ludovic Bornes : le capitaine Schwarzenegger

### Télévision
- 1972 : Le Fado de la liberté, téléfilm de Janine Guyon : Bléricourt
- 1976 : Cinéma 16, épisode La Maison d'Albert de Bruno Gantillon : Christophe
- 1979 : L’Œil de la nuit, épisode Le Ballet inachevé de Jean-Pierre Richard : Antoine Marainville
- 1981 : Les Amours des années grises, épisode La Colombe du Luxembourg de Dominique Giuliani : Helmut
- 1984 : Les Cinq Dernières Minutes, épisode La Quadrature des cercles de Jean-Pierre Richard : Vuillaume
- 1987 : Les Cinq Dernières Minutes, épisode La Peau du rôle de Guy Jorré : Pierre
- 1990 : Les Cinq Dernières Minutes, épisode Le Miroir aux alouettes de Guy Jorré : Roland Cuvelier
- 2004 : L'Année des Guignols : Un Jean-Pierre, ça peut tout faire  de Patrick Menais : voix diverses

## Doublage
Note : Les dates inscrites en italique correspondent aux sorties initiales des films dont Daniel Beretta a assuré le redoublage ou le doublage tardif.

### Cinéma

#### Films
- Arnold Schwarzenegger dans  :
  - Double Détente (1988) : Ivan Danko
  - Total Recall (1990) : Douglas Quaid / Carl Hauser
  - Un flic à la maternelle (1991) : Détective John Kimble
  - Terminator 2 : Le Jugement dernier (1991) : le Terminator T-800 (modèle 101)
  - Last Action Hero (1993) : Jack Slater / Lui-même
  - True Lies (1994) : Harry Tasker
  - Junior (1994) : Dr Alex Hesse
  - L'Effaceur (1996) : U.S. Marshal John Kruger
  - La Course au jouet (1996) : Howard « Howie » Langston
  - Batman et Robin (1997) : Dr Victor Fries / Mr Freeze
  - La Fin des temps (1999) : Jericho Cane
  - À l'aube du sixième jour (2000) : Adam Gibson
  - Dommage collatéral (2002) : Gordy Brewer
  - Bienvenue dans la jungle (2002) : le patron de bar (caméo)
  - Terminator 3 : Le Soulèvement des machines (2003) : le Terminator T-850 (modèle 101)
  - Le Tour du monde en quatre-vingts jours (2004) : Prince Hapi
  - 2012 (2009) : le gouverneur Arnold Schwarzenegger (non crédité)
  - Expendables : Unité spéciale (2010) : Trench Mauser (caméo)
  - Expendables 2 : Unité spéciale (2012) : Trench Mauser
  - Le Dernier Rempart (2013) : le shérif Owens
  - Évasion (2013) : Emil Rottmayer
  - Sabotage (2014) : John
  - Expendables 3 (2014) : Trench Mauser
  - Maggie (2015) : Wade Vogel
  - Terminator Genisys (2015) : le Terminator T-800 (modèle 101)
  - Aftermath (2017) : Roman Melnyk
  - Killing Gunther (2017) : Robert « Gunther » Bendik
  - Terminator: Dark Fate (2019) : le Terminator T-800 (modèle 101) / « Carl »
  - La Légende du dragon (2019) : James Hook
- Rutger Hauer dans :  
  - Coupable (1991) : Ben Jordan
  - Que la chasse commence (1994) : Burns
  - www.crime.com (1999) : David Marx
  - Jeux d'influences (2000) : Keith Miller
  - Impact imminent (2002) : le président Nelson
  - 2047: The Final War (2014) : le colonel Asimov
- Liam Neeson dans : 
  - The Big Man (1990) : Danny Scoular
  - K-19 : Le Piège des profondeurs (2002) : le commandant en second
  - Battleship (2012) : l'amiral Shane
- Dolph Lundgren dans : 
  - L'Homme de guerre (1995) : Nick Gunar
  - État d'urgence (1997) : le major Frank Cross
  - Le Dernier des Dragons (1999) : Warchild
- George Segal dans :
  - Allô maman, ici bébé (1989) : Albert
  - Disjoncté (1996) : Père de Steven
- Ernie Hudson dans :
  - Hood of Horror (2006) : Roscoe
  - Mise à prix 2 (2010) : Anthony Vejar

- 1972[n 3] : Le Parrain : le serveur assistant au double homicide de Michael Corleone (Alexis Bastide)
- 1973 : Jesus Christ Superstar : Jesus (Ted Neeley)
- 1981 : La Folle Histoire du monde : Jésus-Christ (John Hurt)
- 1982 : Le Soldat (The Soldier) : Le Soldat (Ken Wahl)
- 1985 : Le Justicier de Miami : Mokey (Dar Robinson)
- 1985 : Wanda's Café : John « Hawk » Hawkins (Kris Kristofferson)
- 1986 : Massacre à la tronçonneuse 2 : lz lieutenant « Lefty » Enright (Dennis Hopper)
- 1986 : Nola Darling n'en fait qu'à sa tête : Greer Childs (John Canada Terrell)
- 1987 : Good Morning, Vietnam : Dan Levitan (Richard Portnow)
- 1988 : Action Jackson : Detective Kotterwell (Jack Thibeau)
- 1988 : Tucker : Stan (Don Novello)
- 1988 : Mission : Trafic : Web (Larry Wilcox)
- 1989 : Mais qui est Harry Crumb ? : Vince Barnes (Tim Thomerson)
- 1989 : Warlock : Giles Redferne (Richard E. Grant)
- 1989 : Society : Jim Whitney (Charles Lucia)
- 1990 : À la poursuite d'Octobre rouge : Oliver Wendell 'Skip' Tyler (Jeffrey Jones)
- 1990 : Re-Animator 2 : Dan Cain (Bruce Abbott)
- 1990 : Comme un oiseau sur la branche : Flic au café (Christopher Judge)
- 1990 : 48 heures de plus : Willie Hickok (David Anthony Marshall)
- 1990 : Moon 44 : Jake O'Neal (Brian Thompson)
- 1990 : Future Zone : Hoffman (Patrick Culliton)
- 1991 : Hudson Hawk, gentleman et cambrioleur : un gardien de la sécurité du musée ( ? )
- 1991[n 4] : Robin des Bois, prince des voleurs : le shérif George de Nottingham (Alan Rickman)
- 1991 : La Liste noire : le membre du congrès Velde (Brad Sullivan)
- 1992 : Universal Soldier : colonel Perry (Ed O'Ross)
- 1992 : Reservoir Dogs  : M. Blonde (Michael Madsen)
- 1992 : La Loi de la nuit : lui-même (Regis Philbin)
- 1993 : True Romance : Drexl Spivey (Gary Oldman)
- 1993 : Au nom du père : Joe McAndrew (Don Baker)
- 1993 : Even Cowgirls Get the Blues : le narrateur (Tom Robbins)
- 1994 : Flashfire : Ben Durand (Louis Gossett Jr.)
- 1994 : Blue Chips : Happy (J. T. Walsh)
- 1994 : Le Flic de Beverly Hills 3 : Orrin Sanderson (John Saxon)
- 1994 : The Shadow : Shiwan Khan (John Lone)
- 1994 : Le Livre de la Jungle : le colonel Geofferey Brydon (Sam Neill)
- 1995 : Le Jour de la bête : Professeur Cavan (Armando De Razza)
- 1996 : À l'épreuve des balles : Franck Colton (James Caan)
- 1996 : L'Incroyable Voyage 2 : À San Francisco : la voix de Riley
- 1996 : Space Jam : M.. Swackhammer (Danny DeVito)
- 1996 : Le Souffre-douleur : Rosco Bigger (Tom Arnold)
- 1996 : Dark Breed : Nicholas « Nick » Saxon (Jack Scalia)
- 1997 : La Piste du tueur : Frank LaCrosse (Dennis Quaid)
- 1997 : Excess Baggage de Marco Brambilla : Alexander Hope (Jack Thompson)
- 1997 : Nirvana : Solo (Diego Abatantuono)
- 1998 : Blues Brothers 2000 : Révérend Morris (Sam Moore)
- 1999 : Mafia Blues : Primo Sidone (Chazz Palminteri)
- 1999 : Le Temps retrouvé : Baron de Charlus (John Malkovich)
- 1999 : Mister Cool : Juancarlo (Richard Norton)
- 2000 : Il était une fois Jésus : Jésus (Ralph Fiennes)
- 2000 : Le Grinch : Chœur
- 2001 : Sexy/Crazy : Tom Oakley (Bruce Davison)
- 2001 : Les Hommes de main : Joey Hook (Franck Pellegrino)
- 2002 : Resident Evil : Le Narrateur (Jason Isaacs)
- 2005 : Charlie et la Chocolaterie : Oompa Loompa (Deep Roy) (chant)
- 2005 : Zig Zag, l'étalon zébré : Lightning (Snoop Dogg) (voix)
- 2006 : Complot à la Maison Blanche : Alex Thomas (Jack Scalia)
- 2006 : Bruce Lee : La Légende de Bruce Lee (documentaire) : voix off
- 2007 : Shrooms : La vache qui parle
- 2008 : Chronique des morts-vivants : le professeur Andrew Maxwell (Scott Wentworth)
- 2009 : Clones : voix additionnelles
- 2009 : 2012 : la voix du Gouverneur de Californie (Lyndall Grant, sosie d'Arnold Schwarzenegger)
- 2011 : Une épine d'amour : le capitaine de police (voix off)
- 2012 : Les Boules de Noël d'Hérotoman : voix off (court métrage)
- 2012 : Jusqu'à ce que la fin du monde nous sépare : l'annonceur radio (Brad Morris)
- 2013 : Pioneer : Ferris (Stephen Lang)
- 2014 : Albert à l'ouest : Marcus Thornton (Amick Byram)
- 2016 : Suicide Squad : le complice de Captain Boomerang
- 2017 : Sandy Wexler : Willy Clarke (Aaron Neville)
- 2017 : La Belle et la Bête : chœur
- 2025 : Blanche-Neige : chœurs

#### Films d'animation
- 1991 : La Belle et la Bête : Lumière
- 1993 : L'Étrange Noël de monsieur Jack : le maire
- 1997 : Ghost in the Shell : Batou
- 1997 : Le Cygne et la Princesse 2 : Rapido (chant)
- 1997 : Anastasia : chanteur à Paris
- 1997 : Fifi Brindacier : Carl le danseur
- 1997 : Lapitch, le petit cordonnier : Rat Garou
- 1998 : Excalibur, l'épée magique : le roi Arthur (chant)
- 1999 : Toy Story 2 : Sifli (chant)
- 1999 : La Mouette et le Chat : Raffreux (chant), chœurs
- 2000 : Tom Sawyer : le révérend
- 2000 : Joseph, le roi des rêves : chœurs
- 2000 : Gloups ! je suis un poisson : Joe[n 5]
- 2000 : Le Gâteau magique : Bill / Brutus (chant)
- 2002 : Balto 2 : La Quête du loup : Niju
- 2004 : Ghost in the Shell 2: Innocence : Batou
- 2005 : Les Noces funèbres : chœurs
- 2006 : La Véritable Histoire du Petit Chaperon rouge : l'homme fort
- 2006 : Ghost in the Shell: SAC Solid State Society : Batou
- 2007 : Barbie, princesse de l'île merveilleuse : Azul (chant)
- 2007 : Shrooms : la vache qui parle
- 2007 : Les Simpson, le film : le président Schwarzenegger
- 2011 : Happy Feet 2 : chœurs[n 6]
- 2013 : La Reine des neiges : chœurs
- 2014 : Clochette et la Fée pirate : Yang
- 2016 : Le Monde de Dory : voix additionnelles
- 2018 : Ralph 2.0 : chœurs[n 6]

#### Courts métrages
- 2017 : On s'est fait doubler ![20] : le cyborg (Jean-Michel Fouque)
- 2021 : Space Monster [21] : le narrateur

### Télévision

#### Téléfilms
- Ernie Hudson dans :
  - Vol 732 : Terreur en plein ciel (2007) : agent Lorenzo Dawson
  - Meteor : Le Chemin de la destruction (2009) : le général Brasser
  - L'Infirmière du cœur (2014) : Dr Beck
  - Le Tueur en sommeil (2014) : l'inpecteur Gerry Claymar
- Rutger Hauer dans :
  - Péril en mer (1997) : Britanov
  - L'Aventure du Poséidon (2005) : Bishop Schmidt

- 1989 : Seule face au crime : John (Robert Desiderio)
- 1990 : La Maison hantée : Jack Smurl (Jeffrey DeMunn)
- 1991 : Sale temps pour mourir : Frank (Jeff Conaway)
- 1996 : Changement de décors : Rod Perth (Ed Begley Jr.)
- 1997 : The Second Civil War : le gouverneur Jim Farley (Beau Bridges)
- 2003 : La Cible oubliée : Kelton Reed (Powers Boothe)
- 2007 : Ouragan nucléaire : Rusty (Jack Scalia)

#### Séries télévisées
- Ernie Hudson dans :
  - Oz (1997-1998) : le directeur Leo Glynn (saisons 1-2)
  - Les Anges du bonheur (2001) : Norm McCloud (8.2)
  - Desperate Housewives (2006-2007) : l'inspecteur Ridley (7 épisodes)
  - Stargate SG-1 (2006) : Pernaux (9.15)
  - Bones (2007-2008) : David Barron (2.14 et 3.13)
  - La Vie secrète d'une ado ordinaire (2008-2013) : Dr Ken Fields (18 épisodes)
  - Modern Family : (2012-2016) : Miles (4 épisodes)
  - Scandal (2013) : Randolph Boles (3.3)
  - Once Upon a Time (2015) : le roi Poséïdon (4.16)
- Steven Zirnkilton (en) dans :
  - New York, police judiciaire (1990-2010 / depuis 2022) : accroche d'ouverture (voix)
  - New York, unité spéciale (depuis 1999) : accroche d'ouverture (voix)
  - New York, section criminelle (2001-2011) : accroche d'ouverture (voix)
  - New York, cour de justice (2005-2006) : accroche d'ouverture (voix)
  - Londres, police judiciaire (2009-2014) : accroche d'ouverture (voix)
  - Los Angeles, police judiciaire (2010-2011) : accroche d'ouverture (voix)
  - New York, crime organisé (2021) : accroche d'ouverture (voix) (1re voix - S1 Ep.1 à 4)
- Mandy Patinkin dans :
  - Chicago Hope : La Vie à tout prix (1994-2000) : Dr Jeffrey Geiger (60 épisodes)
  - Boston Public (2001) : Isaac Rice (1.22)
  - Dead Like Me (2003-2004) : Rube John Sofer (29 épisodes)
- Arnold Schwarzenegger dans :
  - Les Contes de la crypte (1990) : lui-même, invité (2.2)
  - Mon oncle Charlie (2014) : le lieutenant Wagner (12.15)

- 1969 : La Grande Vallée : Heath Barkley (Lee Majors) (2e voix)
- 1987 : MacGyver : Gar Manning (Cliff Potts) (saison 2, épisode 15)
- 1989 : Hercule Poirot, épisode Meurtre par procuration (1.2) : le major Eustace (James Faulkner)
- 1989-2013 : Les Feux de l'amour : Brock Reynolds (Beau Kayser)
- 1991 : MacGyver : Nicolas Von Leer (Kai Wulff) (saison 6, épisode 14)
- 1992 : Tequila et Bonetti : l'inspecteur Nick Bonetti (Jack Scalia) (1re voix)
- 1993 : Les Contes de la Crypte : Pr Finley (Jeffrey Jones) (5.9)
- 1993 : Highlander : Darius (Werner Stocker)
- 1994 : Viper : Lane Cassidy (Richard Burgi)
- 1995-1996 : Murder One : Richard Cross (Stanley Tucci)
- 1996 : Hercule : Cassius (Julian Arahanga) (2.23) / le roi Nikolos (Frank Stevens) (3.2)
- 1996 : Millennium : le capitaine Bigelow (1.10)
- 1997 : Brentwood : John Graham (Paul Satterfield)
- 1997-2001 : JAG : le capitaine Ray Hubbard (David Purdham) (3 épisodes)
- 1997-2002 : Dharma et Greg : Myron Lawrence « Larry » Finkelstein (Alan Rachins) (119 épisodes)
- 1999-2000 : Un cas pour deux : Martin Salbach (August Schmölzer) (19.6) / Jürgen Gabler (Volker Lechtenbrink) (20.4)
- 1999-2000 : Rude Awakening : Nobby Clegg (Roger Daltrey)
- 1999-2001 : Stargate SG-1 : Cronus (Ron Halder) (3 épisodes)
- 2000 : Au-delà du réel : L'aventure continue : Peter Yastrzemski (John Amos) (saison 6, épisode 19)
- 2001 : Buffy contre les vampires : Sweet (Hinton Battle) (6.77)
- 2001-2002 : La Vie avant tout : Harry Burr (Don Michael Paul)
- 2002 : Les Destins du cœur : Ludovico Renzi (Lorenzo Majnoni)
- 2002-2003 : Touche pas à mes filles : Nick Sharpe (Patrick Warburton)
- 2002-2006 : Les Condamnées : Neil Grayling (James Gaddas)
- 2004-2005 : À la Maison-Blanche : Eric Baker (Ed O'Neill)
- 2006 : Stargate Atlantis : Dr Fletcher (Alan Ruck) (3.6)
- 2007-2009 : Head Case : Myron Finklestein (Steve Landesberg)
- 2009 : Inspecteur Barnaby : George Arlington (Gavan O'Herlihy) (12.3)
- 2010-2011 : Bored to Death : Ira Ames (Richard Masur)
- 2013 : Les Enquêtes de Murdoch : Chippy Blackburn (Seán Cullen)[n 6] (7.2)
- 2014 : True Blood : Niall Brigant (Rutger Hauer) (2e voix)
- 2015 : Forever : Marco Fox (Paul O'Brien) (épisode 12)

#### Séries d'animation
- 1984-1987[n 7] : Ken le Survivant : Amiba (1re voix) / Raoul (épisodes 74 et 75) / Toki
- 1987 : SOS Fantômes : Winston Zeddemore (2.2)
- 1990 : Le Livre de la jungle : Shere Khan
- 1992 : Les Volbecs : le narrateur
- 1993 : Batman : Eddie G (saison 2, épisode 23)
- 1996-1997 : Il était une fois… les Explorateurs : le Gros / le Teigneux (voix de remplacement)
- 1996-1998 : Les Spectraculaires Nouvelles Aventures de Casper : Bouffi
- 1997-2004 : Johnny Bravo : Mister T. (T pour Tracas)
- 1998 : Hé Arnold ! : Dino Spumoni (voix chantée, épisode 26), Mr Hyunh (voix chantée, épisode 47)
- 1998-1999 : Donkey Kong Country : King K. Rool / Krusha (2e voix, saison 2)
- 1999 : Hercule : Crésus (épisode 38) et Lastrigon (épisode 40)
- 1999 : Pablo le petit renard rouge : Gaspard, Baxter
- 1999-2000 : 64, rue du Zoo : Nelson l'éléphant, les dromadaires
- 2000 : Chris Colorado : William Erwin Krantz
- 2002 : Le Laboratoire de Dexter, épisode Le Labo en folie : Bart-1 / Fred (voix chantées)
- 2002 : La Légende de Tarzan : Hugo (voix chantée, ép. 5)
- 2002 : Cool Attitude : Lou Rawls (1.13)
- 2002-2005[n 8] : Ghost in the Shell: Stand Alone Complex : Batou
- 2002 : Tibère et la Maison bleue : Hélios le Soleil
- 2002 : La Petite Patrouille : Erebus / Patriarche
- 2003 : Les Supers Nanas : M. le maire (voix chantée, épisode Le Bien et le Mal)
- 2003 : Futurama : Bender et le professeur Hubert Farnsworth (voix chantée, épisode La Main du Diable dans la culotte d'un Zouave)
- 2004 : Lucie : ?
- 2005 : Les Griffin : voix-off du début du générique (4.3)
- 2005-2007 : 5, rue Sésame : Bart
- 2006-2013 : Les Aventures d'Ernest et Bart : Bart
- 2008-2011 : Batman : L'Alliance des héros : Gorilla Grodd (voix chantée), Black Manta (voix chantée) et chœurs (1.24), Batman (voix chantée) et chœurs (2.22), et Aquaman (voix chantée) (3.7 et 10)
- 2011-2014 : Looney Tunes Show : Charlie le coq (voix chantée)
- 2011-2016 : Bubulle Guppies : Professeur Cooper (saisons 1 à 4)
- 2012 : Star Wars: The Clone Wars : Darts D'Nar (4.11)
- 2014 : Dora and Friends : Au cœur de la ville : le maire (ép. 3)
- 2014-2017 : Roi Julian ! L'Élu des lémurs : Hector / Stromate
- 2016-2019 : La Garde du Roi lion : Scar (voix chantée)

### OAV
- Karas : détective Minoru Sagisaka

#### Publicités
- 2015 : SAM le conducteur : Arnold Schwarzenegger[22]
- 2015 : Mobile Strike : Arnold Schwarzenegger
- 2021 : World of Tanks : Arnold Schwarzenegger[23]

### Jeux vidéo
- 1996 : The Pandora Directive : Tex Murphy
- 1996 : Toonstruck : Jim
- 1998 : Le Club des Trouvetout : La Cité perdue (en) : Vasco de Bongo (le roi des singes) et chœurs
- 2002 : Kingdom Hearts : le maire d'Halloween
- 2002 : Tom Clancy's Splinter Cell : Sam Fisher[n 6]
- 2003 : XIII : XIII[n 6]
- 2003 : Tomb Raider : L'Ange des ténèbres : Gunderson et un garde du corps
- 2003 : Dog's Life : Jake, le chien
- 2003 : Terminator 3 : Le Soulèvement des machines : Terminator T-800
- 2004 : Tom Clancy's Splinter Cell: Pandora Tomorrow : Sam Fisher[n 6]
- 2004 : Harry Potter et le Prisonnier d'Azkaban :  Le narrateur
- 2004 : Painkiller : Daniel
- 2005 : Tom Clancy's Splinter Cell: Chaos Theory : Sam Fisher[n 6]
- 2006 : Kingdom Hearts 2 : le Maire d'Halloween et Lumière
- 2006 : Tom Clancy's Splinter Cell: Essentials : Sam Fisher
- 2006 : Tom Clancy's Splinter Cell: Double Agent : Sam Fisher[n 6]
- 2007 : STALKER: Shadow of Chernobyl : le barman qui se trouve dans le camp du Devoir
- 2007 : Kane and Lynch: Dead Men : Carlos
- 2008 : Age of Conan: Hyborian Adventures : Conan le Barbare
- 2009 : The Saboteur : Wilcox
- 2010 : Tom Clancy's Splinter Cell: Conviction : Sam Fisher[n 6]
- 2011 : Duke Nukem Forever : Duke Nukem
- 2012 : Disney Princesses : Mon royaume enchanté : Lumière
- 2013 : Tom Clancy's Splinter Cell: Blacklist : Sam Fisher[n 6]
- 2014 : The Elder Scrolls Online : le roi scalde Jorunn
- 2014 : Watch Dogs : voix additionnelles[n 6]
- 2016 : Overwatch : Hal-Fred Glitchbot (l'omniaque dans le convoi sur la carte Hollywood)
- 2017 : Tom Clancy's Ghost Recon Wildlands : Sam Fisher (DLC Opération Watchman)
- 2019 : Metro Exodus : Sam l'Americain
- 2019 : Mortal Kombat 11 : le T-800
- 2019 : Tom Clancy's Ghost Recon Breakpoint : Sam Fisher (DLC Deep State)

### Direction artistique
Films
- 2006 : The Last Show
- 2007 : Caramel

Film d'animation
- 2006 : Piccolo, Saxo et Compagnie

Séries d'animation
- 2003 : Jasper le pingouin
- 2003 : Les Hydronautes
- 2003 : La Petite Patrouille
- 2004 : Lucie

## Discographie
Sources : Encyclopédique, Discogs

### Messieurs Richard de Bordeaux et Daniel Beretta
45 tours
- 1969 : Papa n'a pas voulu (Jean Nohain - Mireille)
Reprise pour une émission de télévision de la chanson de Mireille, cette version n'a jamais été publiée dans le commerce.
- 1976 : Le Limonaire (Daniel Beretta - Richard de Bordeaux) / Hallucination (Daniel Beretta - Richard de Bordeaux), direction artistique Gérard Côte - Decca 87009
- 1977 : I'm in Love (version française) (Daniel Beretta - Richard de Bordeaux) / I'm in Love (version anglaise) (Christopher Laird - Daniel Beretta - Richard de Bordeaux), direction artistique Gérard Côte - Decca 87024
- 1977 : Tilt (Richard de Bordeaux - Daniel Beretta) / Tu me donnes des idées  (Richard de Bordeaux - Daniel Beretta), direction artistique Gérard Côte - Decca 87 040

Super 45 tours
- 1968 : Papa (Psychose) (Daniel Beretta - Richard de Bordeaux) / London’s Bar (Daniel Beretta - Philippe Castelli) / L'Orang-outang (Daniel Beretta) / Moody Mary (Daniel Beretta), arrangements et orchestrations Jean-Claude Vannier - Barclay 71234
- 1970 : La Cousine d'Angers  (Bernard Lelou - Daniel Beretta) / Lucien (Daniel Beretta - Jean-Noël Dupré) / La Drogue (Daniel Beretta - Richard de Bordeaux) / C'est trop bête (Daniel Beretta - Richard de Bordeaux), arrangements et orchestrations Christian Gaubert - Barclay 71317
Extraits de la bande originale du film de Marcel Camus Un été sauvage / Le Temps fou (1970)[26]

33 tours
- 1967 : Les Relais de la chanson française 1967 : Papa (Psychose) (Daniel Beretta - Richard de Bordeaux) / L’Orang-outang (Daniel Beretta), enregistré en public à l'Olympia, orchestre : Henri Pélissier - Télé-Record REL 67
Daniel Beretta et Richard de Bordeaux sont les lauréats de la finale organisée à l'Olympia, le lundi 27 novembre 1967, par L'Humanité Dimanche et Nous les garçons et les filles, avec le concours de Pepsi-Cola.

### En solo
45 tours
- 1970 : Juliette pour la vie (André Maheux - Mireille) / Que faites-vous dans la vie ? (Philippe Richeux - Daniel Beretta), accompagné par l'orchestre de Tony Rallo - Disc AZ SG 171
- 1971 : Chimberley (Daniel Beretta) / Beretta (Daniel Beretta), accompagné par l'orchestre de Tony Rallo - Disc’AZ SG 221
- 1972 : Un monde sans amour (Daniel Beretta - Félix Borel) / C'est moi qui t'invite (Daniel Beretta - Félix Borel), accompagné par l'orchestre de Tony Rallo - Group 9 - 200.008
- 1972 : Gethsemane (Andrew Lloyd Webber - Tim Rice - Pierre Delanoë) / Hosanna (Andrew Lloyd Webber - Tim Rice - Pierre Delanoë), accompagné par l'orchestre de Tony Rallo - Group 9 – 200.009
Extrait de Jesus Christ Superstar.
- 1973 : My Love (Paul McCartney - Linda McCartney - Michel Jourdan) / La Chanson (Raymond Mamoudy - Armand Gomez), direction musicale René Pratx - Barclay 61781
- 1974 : Le Musicien (Jean-Noël Dupré - Daniel Beretta) / L’Artiste (Jean-Noël Dupré - Daniel Beretta), production Bernard Droguet - Galloway Records 600114

Super 45 tours
- 1965 : Roselyne (Daniel Beretta) / Les Garçons de la rue (Daniel Beretta - Pascal Sevran) / J'ai si mal (Daniel Beretta) / Ma plus belle chanson (Daniel Beretta), accompagné par le grand orchestre de Claude Capra - Bel Air 211 33

33 tours
- 1980 : D. Beretta 1980 - RCA Victor PL 37405 
  - Terne Western (Bernard Droguet - Daniel Beretta) / Juliette (Michel Tureau - Daniel Beretta) / Maracana (J.-P. Chatrier - Daniel Beretta) / Joli Caramel (J.-P. Chatrier - Daniel Beretta) / Le Crocodile (Michel Tureau - Daniel Beretta) / Petit Frère (Louis Chedid - Daniel Beretta) / Dracula (Jean-Noël Dupré - D. Richard - Daniel Beretta) / Clarice (T. Gassaud - Daniel Beretta) / Un million d'hivers (J.-P. Chatrier - Daniel Beretta) / La Capsule (Michel Tureau - Daniel Beretta) / La Rua Madureira (Nino Ferrer - Daniel Beretta) - direction musicale Guy Printemps, José Souc, Juan José Masolini, Jean-Yves Rigaud et Jean Schultheis

### Participations
- 1967 : Cauv' Boys / Cache-cache, avec Lyn Esterly - 45 tours Barclay 60.780
- 1970 : Olivier, Olivia (Yves Gilbert - Serge Lama) avec Isabelle Aubret
Sélection de la chanson représentant la France au concours Eurovision de la chanson. Arrivée deuxième du classement, elle ne sera pas retenue pour le concours. Elle sera publiée la même année  en 45 tours mais sans Daniel Beretta, remplacé dans ce duo avec Isabelle Aubret par Jean-Claude Drouot.
- 1972 : Jesus Christ Superstar (version originale française) : Tout ira bien / Hosanna / Le Temple / Gethsemani (Tim Rice - Andrew Lloyd Webber - Pierre Delanoë), direction musicale Anthony Bowles - 33 tours Philips 6325 007
- 1973 : Un ami (Alberto Bevilacqua - Catherine Desage - Ennio Morricone), bande originale du film La Poursuite implacable, direction d'orchestre Bruno Nicolai, production Gianni dell'Orso - 33 tours General Music ZSLGE 55496 ; ressortie en  CD Gianni Dell'Orso Music CLUB 7035 en 2006
- 1976 : La vie est un voyage (Gérard Sire - Jo Moutet), bande originale du feuilleton télévisé Château Espérance, direction d'orchestre Jo Moutet - super 45 tours Disques Festival SBV 544
- 1979 :  Qu'est-ce-que ça peut faire ? (Laurence Matalon - Jean Musy) / Ma maison devant la mer (Pierre Cour - Hubert Giraud) avec Noëlle Cordier, orchestre Jean Musy - 45 tours Philips/Phonogram 6172 706
- 1980 : Les Parapluies de Cherbourg (Jacques Demy - Michel Legrand), direction artistique Arnauld de Froberville, direction d'orchestre Georges Rabol - Double album 33 tours Accord ACV 130011
Nouvel enregistrement intégral réalisé en septembre 1979 au théâtre Montparnasse à Paris
- 1985 : Marilyn et Staline vont en avion et En automne, une gamine (Thierry van Eyll - François Rauber) avec Marie Collins, production théâtre de l'Esprit frappeur - super 45 tours TEF01 927143
- 1986 : Être une femme à 40 ans et Chez Mireille (Alice Dona - Claude Lemesle) avec les anciens élèves du Petit Conservatoire de la Chanson (Daniel Beretta, Philippe Castelli, Noëlle Cordier, Jacqueline Danno, Alice Dona, Jean-Noël Dupré, Jean-Pierre Lang, Claude Lemesle) - 33 tours Polydor 829-107-1
- 1989 : Remettez vos culottes (Francis Scaglia - François Rauber), extrait de La Révolution Française par les chansons de la rue et du peuple, arrangements et direction musicale François Rauber - double album 33 tours CBS 4652 801
- 1992 : C'est la fête / Je ne savais pas / Humain à nouveau (Howard Ashman - Alan Menken - Claude Rigal-Ansous), bande originale française du film La Belle et la Bête, direction musicale Claude Lombard, orchestre Danny Troob - Compact Disc Walt Disney Records 109542
- 1994 : Bienvenue à Halloween (Danny Elfman), bande originale française du film L'Étrange Noël de monsieur Jack, direction musicale Steve Bartek - Compact Disc Walt Disney Records WDR 36020-2
- 2000 : Le Prince des écailles (Jesper Winge Leisner - Søren Hyldgaard), bande originale française du film Gloups ! je suis un poisson, direction d'orchestre William Motzing - Compact Disk BMG France 74321848102
- 2004 : Je suis ton ami (Randy Newman - Charlélie Couture), extrait de l'album Vers l'infini et au-delà ! (chansons de Disney・Pixar Toy Story et Toy Story 2), direction d'orchestre Ira Hearshen et Jonathan Sacks - Compact Disc Walt Disney Records 5050467-1675-2-0

### Chansons interprétées par d'autres artistes
| - 1966 : Roselyne (Daniel Beretta) par Pière Sénécal, orchestre dirigé par Pierre Nolès - 33 tours Trans-Canada TSF 1348 - 1968 : J'ai rapporté dans mes bagages (Daniel Beretta - Serge Lebrail - Pascal Sevran) par les Poupées, orchestre dirigé par Raymond Legrand - super 45 tours Decca 461 169 - 1969 : On reçoit, on envoie (Daniel Beretta) par les Parisiennes accompagnées par Claude Bolling et son orchestre - super 45 tours Philips 437 457 BE - 1969 : La Rua Madureira (Daniel Beretta - Nino Ferrer) par Nino Ferrer, orchestre dirigé par Pierre Dutour - super 45 tours Riviera 231 349 - 1970 : Canapa Indiana (Daniel Beretta - Nino Ferrer) par Nino Ferrer - 33 tours Riviera RIV LP 80O16 - 1971 : Cannabis (Daniel Beretta - Nino Ferrer) par Nino Ferrer, orchestre dirigé par Léo Missir - 33 tours Riviera XCED 421 082 - 1972 : Ann Mary (Daniel Beretta - Félix Borel - Mike Wade) par Mike Wade, orchestre dirigé par Tony Rallo - 45 tours Group 9 - 200 011 - 1973 : C'est moi qui t'invite (Daniel Beretta - Félix Borel) par Franck Olivier, orchestre dirigé par Tony Rallo - 45 tours Transit - T 200 023 - 1974 : Des mots sur la musique (Elide Suligoj - Daniel Beretta - Pierre Saka) par Stan Rol, orchestre dirigé par Jean Bouchéty - 45 tours Disc AZ – 93007 - 1975 : Fais pas ceci, fais pas cela / Mandarin, mandarine (Daniel Beretta - Bernard Droguet) par Ping et Pong - 45 tours Phonogram - 6109 112 - 1984 : Doucement / Nini c'est fini (Daniel Beretta - Michel Tureau) par Maria d'Apparecida - 45 tours Mary Melody 13 562 - Ressources relatives à l'audiovisuel : - Allociné - Anime News Network - Filmportal - IMDb - Ressources relatives à la musique : - Discogs - MusicBrainz - Muziekweb - Notice dans un dictionnaire ou une encyclopédie généraliste : - Deutsche Biographie - Notices d'autorité : - VIAF - ISNI - BnF (données) - IdRef - LCCN - GND - Belgique - Pologne - Norvège - Liste détaillée des doublages de Daniel Beretta sur RS Doublage - Interviews vidéo : - « Il était une voix de Daniel Beretta (Arnold Schwarzenegger) », interview de Nathalie Karsenti, 15 juillet 2015 - Interview de la voix française d'Arnold Schwarzenegger par Hubert Samain et Antonio Rossé en 2012 - Entretien avec les voix françaises du making of d’Expendables : Unité spéciale |